# Station Krasnystaw Fabryczny
Station Krasnystaw Fabryczny is een spoorwegstation in de Poolse plaats Krasnystaw.